# Reinier van Persijn
Reinier van Persijn ou van Persyn (Alkmaar, vers 1614 - Gouda, 23 novembre 1668) est un graveur et dessinateur néerlandais.

## Biographie
Reinier van Persijn fit son apprentissage auprès de Cornelis Bloemaert et Theodor Matham. Il était encore tout jeune lorsqu’il partit pour Rome, où il fit partie des Bentvueghels, qui lui donnèrent le surnom de « Narcissis » (« Narcisse »).
Avant 1642 déjà, il s’établit à Gouda, où il épousa la même année Elisabeth Dirks Van Raemburgh. De 1642 à 1644, il vécut à Amsterdam, avant de revenir à Gouda en 1645, où il devait rester jusqu’à sa mort, à l'exception d'un bref second voyage à Rome en 1646. Après le décès de sa première femme, il se remaria avec Maria Crabeth, qui était la fille de Wouter Crabeth, tout comme lui ancien membre des Bentvueghels à Rome. 
Selon l’historien de Gouda Ignatius Walvis, van Persijn aurait eu comme élève le peintre Aert Van Waes, à qui il aurait appris la gravure.
Pour l’anecdote, il existe depuis 1903 à Gouda une rue qui porte son nom, la Van Persijnstraat.

## Œuvre
Notamment le musée Catharina Gasthuis de Gouda possède une large collection d’estampes de van Persijn.
- Homme portant du gibier - mois de novembre, burin, gravure de van Persijn, dessin de Matham, d'après Sandrart, 34,8 x  24,5 cm, entre 1641 et 1660 (Musée Plantin-Moretus, Cabinet des Estampes, Anvers).

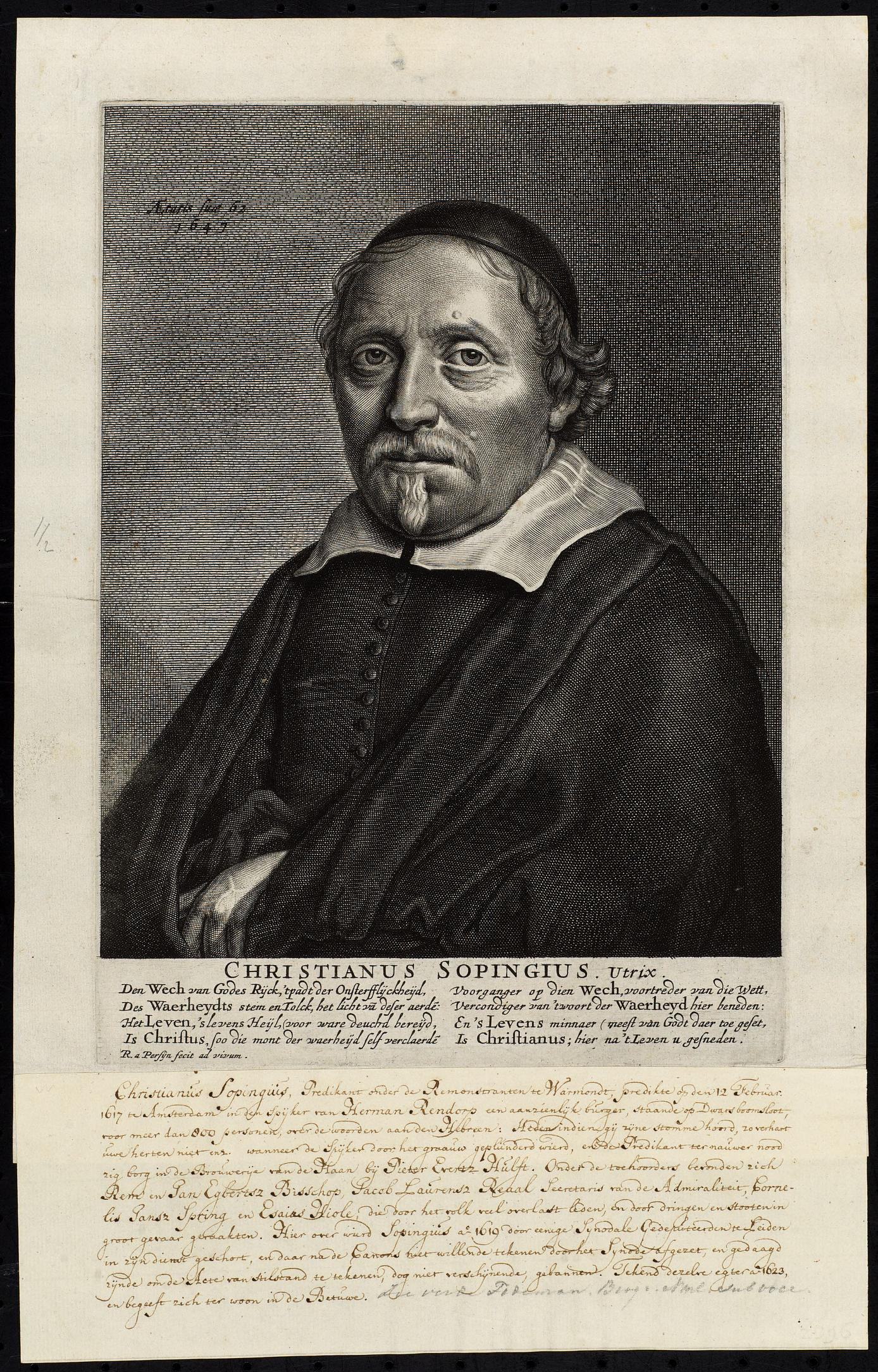
Portrait de Christian Sopingius
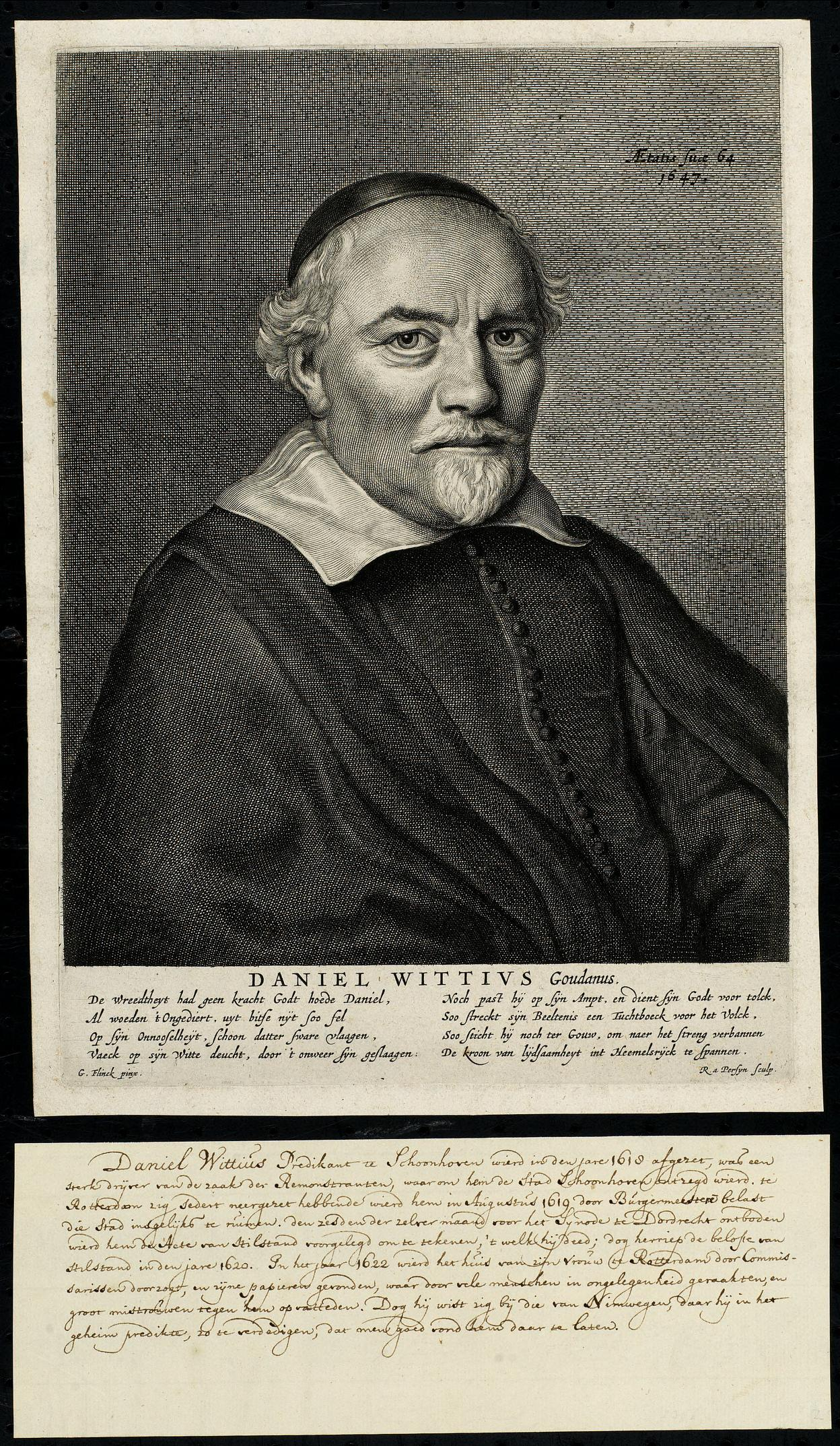
Portrait de Daniel Wittius
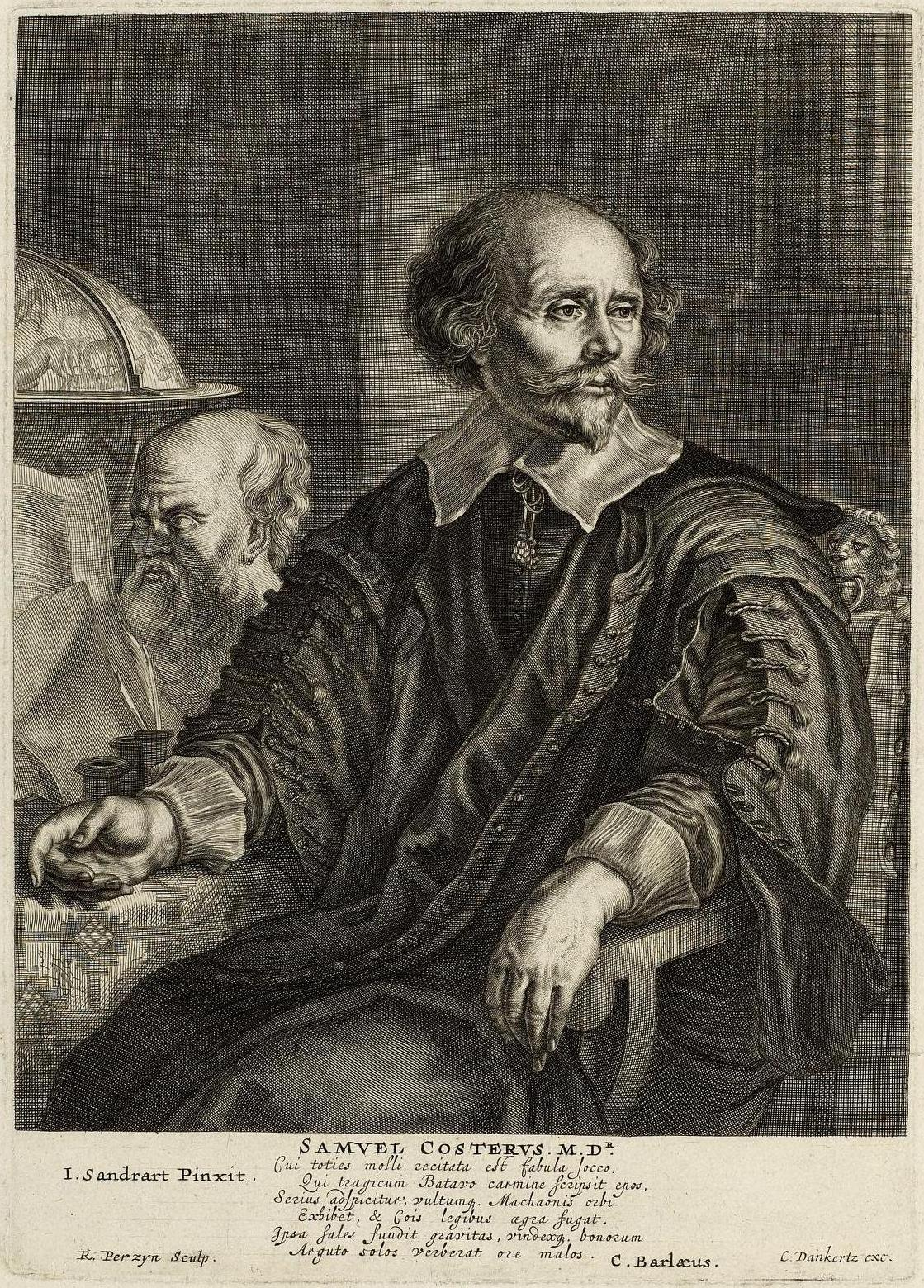
Portrait de Samuel Costerus
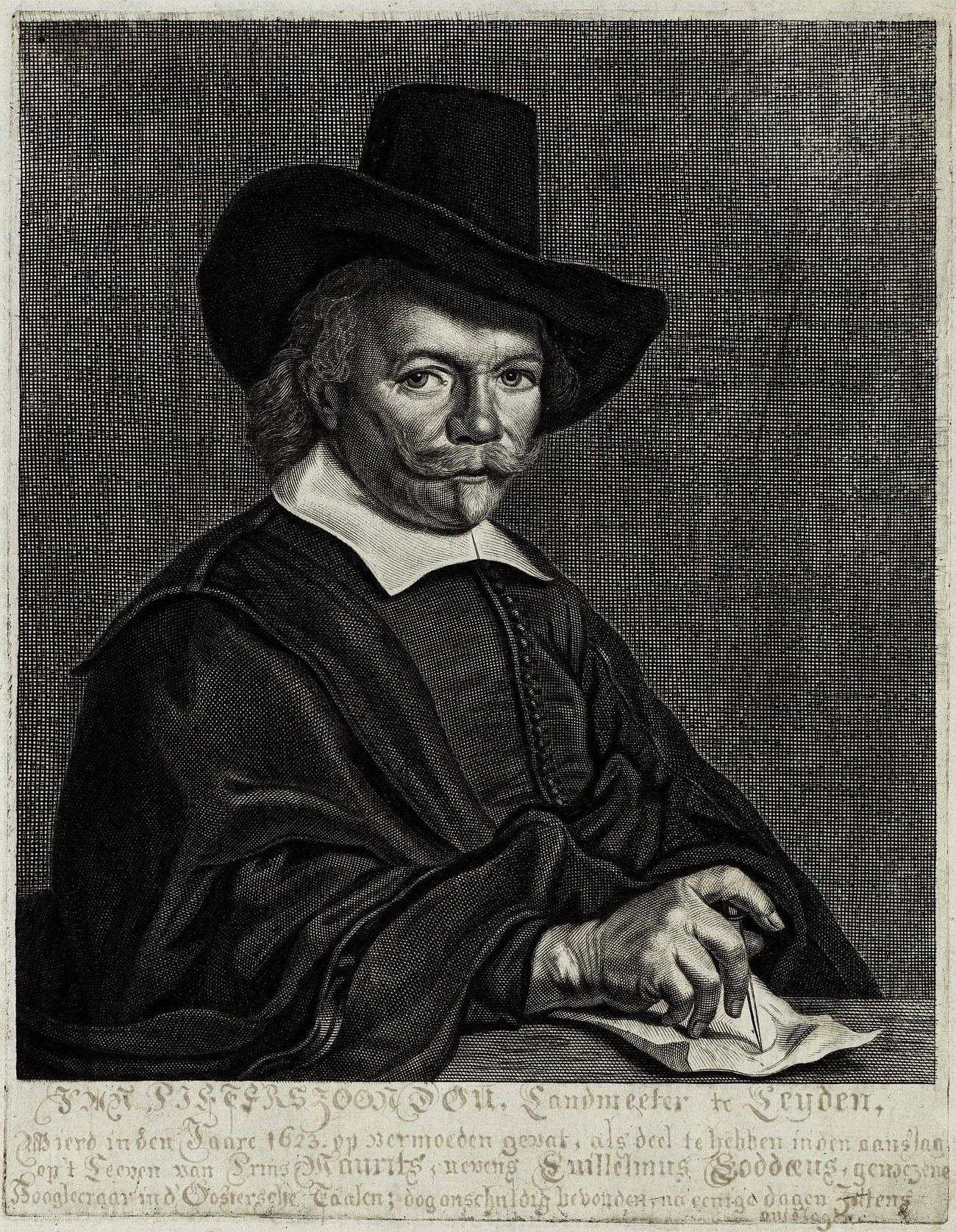
Portrait de Jan Dou
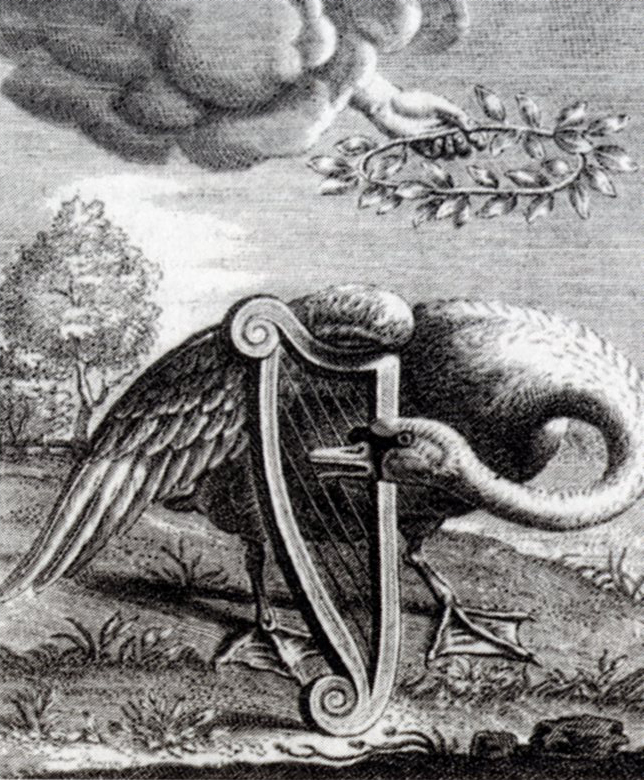
Gravure figurant sur la page de titre de Den Singende Swaen, ouvrage du pasteur Willem De Swaen, 1649.
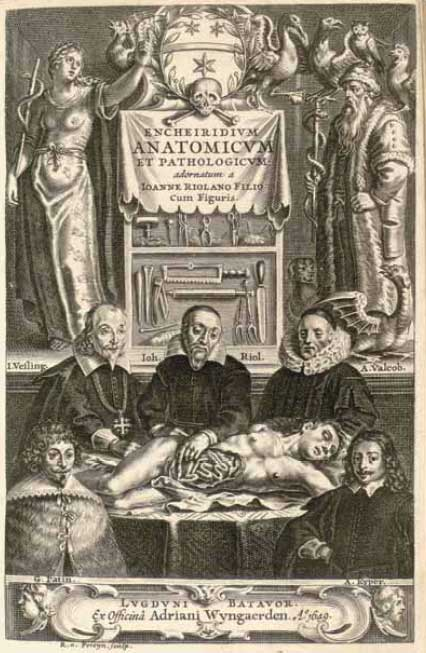
Frontispice de Encheiridium Anatomicum et Pathologicum…, ouvrage de Jean Riolan (1580-1657), A. Wyngaerden, Leyde, 1649.